# Ceylon (Minnesota)
Pour le langage de programmation, voir Ceylon.
La ville américaine de Ceylon est située dans le comté de Martin, dans l’État du Minnesota. Sa population s’élevait à 369 habitants lors du recensement de 2010, estimée à 350 habitants en 2016.